# 横浜市立霧が丘小学校
横浜市立霧が丘小学校（よこはましりつ きりがおかしょうがっこう）は、神奈川県横浜市緑区霧が丘に存在した公立小学校。
現在は隣地にある旧霧が丘中学校と合併し、横浜市立霧が丘義務教育学校となっている。

## 概要
2006年、横浜市立霧が丘第一小学校・横浜市立霧が丘第二小学校・横浜市立霧が丘第三小学校の3校が統合し開校した。校舎は旧霧が丘第二小学校のものを利用した。2010年（平成22年）、横浜市立霧が丘中学校と小中一貫教育を開始し、横浜市立霧が丘小中学校霧が丘小学校と改称された。
2016年（平成28年）、横浜市立霧が丘義務教育学校への移行のため廃校となった。

## 沿革
- 1979年（昭和54年） - 横浜市立霧が丘第一小学校開校
- 1982年（昭和57年） - 横浜市立霧が丘第二小学校開校
- 1984年（昭和59年） - 横浜市立霧が丘第三小学校開校
- 2006年（平成18年） - 横浜市立霧が丘第一小学校・霧が丘第二小学校・霧が丘第三小学校の3校が統合し横浜市立霧が丘小学校開校。校舎は、旧霧が丘第二小学校を使用
- 2010年（平成22年）4月 - 横浜市立霧が丘中学校と共に、横浜市初の小中一貫教育を開始する。
- 2016年（平成28年）
  - 3月31日 - 廃校となる
  - 4月1日 - 義務教育学校である横浜市立霧が丘義務教育学校へ移行。同校小学部となる。

## 行事
- 運動会
- きりっ子フェスティバル